# Véron
Véron ist eine französische Gemeinde mit 1.853 Einwohnern (Stand: 1. Januar 2022) im Département Yonne in der Region Bourgogne-Franche-Comté. Die Gemeinde gehört zum Arrondissement Sens und zum Kanton Villeneuve-sur-Yonne. Die Einwohner werden Véronais genannt.

## Geographie
Véron liegt acht Kilometer südlich von Sens an der Yonne. Umgeben wird Véron von den Nachbargemeinden Rosoy im Norden, Malay-le-Grand im Norden und Nordosten, Les Bordes im Osten und Südosten, Passy und Villeneuve-sur-Yonne im Süden, Marsangy im Südwesten sowie Étigny im Westen und Nordwesten.

## Bevölkerungsentwicklung
| 1962                       | 1968 | 1975 | 1982 | 1990 | 1999 | 2006 | 2012 | 2018 |
| -------------------------- | ---- | ---- | ---- | ---- | ---- | ---- | ---- | ---- |
| 885                        | 939  | 1025 | 1161 | 1520 | 1647 | 1905 | 1953 | 1918 |
| Quellen: Cassini und INSEE |      |      |      |      |      |      |      |      |

## Sehenswürdigkeiten
- Kirche Saint-Gorgon-et-Sainte-Dorothée aus dem Jahre 1606, Statuen aus dem 16. Jahrhundert (Monument historique seit 1984)
- Brunnen
- Reste der Befestigungsanlagen aus dem 16. Jahrhundert

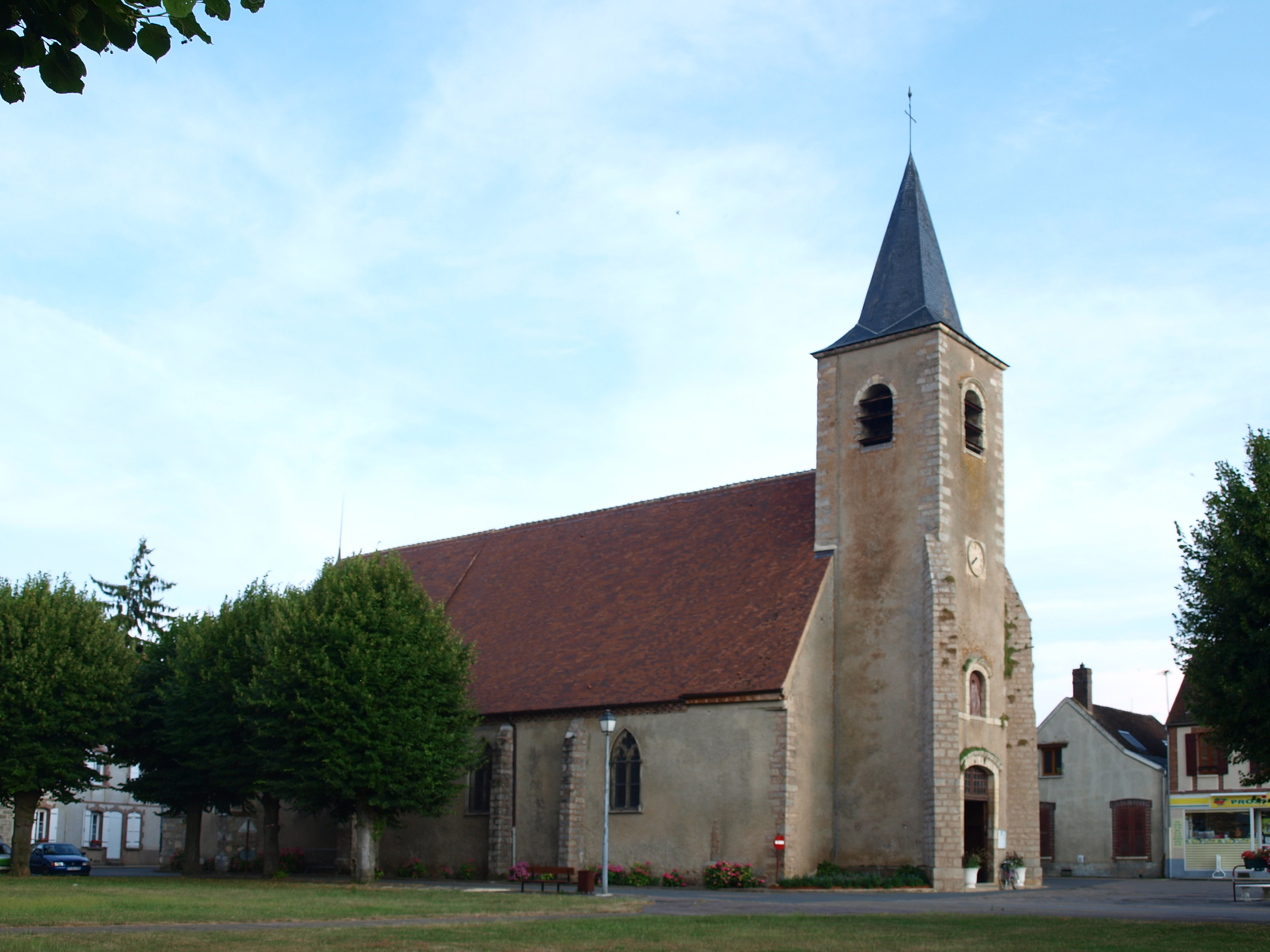
Kirche Saint-Gorgon-et-Sainte-Dorothée

- Waschhaus

## Persönlichkeiten
- Félix Brissot de Warville (1818–1892), Maler
- Jacques Mairesse (1905–1940), Fußballspieler